# Іса Бакар
Іса Бакар (малай. Isa Bakar; 25 грудня 1952, Пінанг — 28 серпня 2010) — малайзійський футболіст, що грав на позиції нападника. Відомий за виступами в малайзійському клубі «Пінанг» та збірної Малайзії, у складі якої він брав участь у Кубку Азії 1976, та кількох Азійських іграх, зокрема 1974 року, на яких збірна Малайзії отримала бронзові нагороди.

## Клубна кар'єра
Іса Бакар дебютував у професійному футболі в 1970 році в складі команди «Пінанг», у якій він провів всю свою кар'єру гравця. У складі команди він ставав переможцем першості країни та володарем кубка країни. У складі збірної Іса Бакар був одним із найрезультативніших форвардів за її історію, зіграв у її складі 69 матчів, та забив 45 голів. У 1974 році на футбольному турнірі Азійських ігор Іса у складі збірної Малайзії став бронзовим призером ігор. Завершив кар'єру футболіста Іса Бакар у 1985 році. Помер колишній футболіст 28 серпня 2010 року.

## Титули і досягнення
- Бронзовий призер Азійських ігор: 1974